# 永石小雪
永石 小雪 (ながいし こゆき、2003年11月19日 - )　は、日本の女子陸上競技選手。専門は短距離走。佐賀県唐津市出身。唐津市立長松小学校、唐津市立第一中学校、佐賀県立佐賀北高等学校卒業。立命館大学スポーツ健康科学部在籍。2021年の全国高校総合体育大会女子100mの優勝者である。 

## 経歴
小学校まで(〜2015)
保育園に通っていた頃は足が速い方ではなく、速くなりたいと思っていたことと、母・智子さんに勧められ3歳からクラシックバレエの習い事をしており、その体力や体幹を鍛えるために陸上競技を始めた。当時は、クラシックバレエの先生になることも夢見ていたが、走ることが徐々に好きになり、迷った末に中学進学以降は陸上競技一本に決めたという。
唐津市立長松小学校の2年時に、唐津陸上教室に入団。6年時には、全国小学生交流大会の4×100mリレーに出場した。
中学校(2016〜2018)
唐津市立第一中学校の1年時には、佐賀県中学校駅伝の2区(2km)を走った。
力が付いてきたのは、3年時からである。5月の佐賀県中学校選手権の100mを11秒97(+5.9)、8月の九州中学校体育大会の100mを12秒04(+2.7)で制し、全日本中学校選手権大会の100mと200m、ジュニアオリンピックの200mと4×100mリレーに出場した。
高校(2019〜2021)
佐賀県立佐賀北高等学校に進学。日本陸上競技連盟のジュニア育成部でコーチも務める松永成旦監督の元で、メキメキと頭角を表すこととなる。
1年時に、佐賀県国民体育大会選手選考競技会の100mで、公認記録では自身初となる11秒台の11秒93(+2.0)を出し、国民体育大会の切符を勝ち取った。国民体育大会の100mでは、全国規模の大会では初となる決勝進出を果たし、見事5位に入賞した。全国高校選抜大会では、60m・150m・300mを順にやっていくという、スプリントトライアスロンに出場し、それぞれ7秒81(-0.9)・18秒64・40秒93という記録を出した。全九州高校新人競技会では、11秒88(+2.8)を出し4位入賞をした。
2年時は、新型コロナウイルスの影響で初戦が7月の佐賀県選手権に持ち込んだが、100mで11秒94(-1.3)という自己ベストに迫る記録を出し、幸先の良いスタートを切った。その後も11秒台を安定して出し、自己ベストを11秒84(+1.7)まで伸ばした。
3年時になると、勢いが止まらなかった。初戦の佐賀県高校総合体育大会の100mで11秒74(+1.6)を出し大きく自己ベストを伸ばすと、北九州高校対校選手権の100m では、2020年東京オリンピック女子4×100mリレー代表の兒玉芽生が持つ11秒87の大会記録を大幅に更新する11秒76(-0.1)、その大会から1週間後のU20日本選手権の100mでは、2017年の全国高校総合体育大会200m優勝者の青野朱李が持つ11秒65の大会記録に並ぶ、11秒65(-0.8)を出し2位の選手に0秒22差を付け優勝した。さらに、全国高校総合体育大会の100mでは、ただ一人予選から11秒7台を出し、決勝では11秒65(-0.2)の自己ベストタイで走り、同大会200m優勝者・U20日本選手権200m優勝者の佐藤美里、100m高1歴代6位の11秒81の記録を持つ倉橋美穂、2018年のジュニアオリンピックAクラス100m優勝者の角良子ら強豪選手を抑え優勝に輝いた。
大学(2022〜)
強豪校である立命館大学に進学。
関西学生対校選手権大会では、100mで3位、4×100mリレーでは、2走を務め、立命館大学の21年ぶりの優勝に貢献した。
昨年のU20日本選手権(日本選手権と同時開催)女王として臨んだ日本選手権では、彼女の組だけ向かい風1.9mというかなり強い逆風が吹いた影響もあり、準決勝に進むことはできなかった。
西日本学生対校選手権大会では、200mにおいて5位入賞を果たした。準決勝(3-2+2)でタイムの2番目で決勝に進んでの結果であった。
3年ぶりに開催された国民体育大会では、4×100mリレーにおいて4位入賞を果たした。佐賀県記録を0秒39、4年ぶりに更新した。

## エピソード
好きな食べ物は牛タンとキムチ鍋。自炊でもキムチ鍋はよく作る。好きな言葉は「人間力」「人として応援される人」。モットーは「いつも笑顔で笑っていたい」で、周囲を和ませたいという。

## 主な戦歴
2015年度(小6)
⚫︎ 全国小学生交流大会
　4×100mリレー (唐津陸上教室) 予選 4走 55秒58 5着
2018年度(中3)
⚫︎ 全日本中学校選手権
　A 100m 予選 12秒63(-0.7) 7着
　A 200m 準決勝 25秒78(-1.9) 6着
⚫︎ 国民体育大会
　4×100mリレー (佐賀) 準決勝 4走 46秒06 3着
⚫︎ ジュニアオリンピック
　200m 準決勝 26秒42(-2.1) 4着
　4×100mリレー (佐賀) 準決勝 2走 48秒93 6着
2019年度(高1)
⚫︎ 佐賀県高校総合体育大会
　100m 決勝 12秒08(+0.6) 1着
　200m 決勝 24秒89(±0.0) 1着
　4×100mリレー (佐賀北高校) 決勝 2走 47秒61 1着
⚫︎ 北九州高校対校選手権
　100m 決勝 12秒24(-0.4) 6着
　4×400mリレー (佐賀北高校) 決勝 2走 3分51秒20 7着
⚫︎ 全国高校総合体育大会
　100m 予選 12秒15(+3.4) 7着
⚫︎ 国民体育大会
　少年B 100m 決勝 12秒34(-1.8) 5着
　4×100mリレー (佐賀) 準決勝 4走 46秒35 7着
⚫︎ U18日本選手権
　100m B決勝 12秒24(-0.1) 4着
　200m 予選 25秒28(-1.1) 4着
⚫︎ 日本選手権リレー競技大会
　男女混合 4×400mリレー (佐賀) 決勝 3走 3分36秒64 7着
2020年度(高2)
⚫︎ 全国高校リモート選手権佐賀県大会
　100m 決勝 11秒84(+1.7) 1着
　4×100mリレー (佐賀北高校) 決勝 2走 47秒66 1着
　4×400mリレー (佐賀北高校) 決勝 2走 3分58秒42 1着
⚫︎ 日本選手権リレー競技大会
　4×100mリレー (佐賀北高校) 予選 2走 47秒58 7着
　4×400mリレー (佐賀北高校) 予選 2走 3分53秒86 6着
⚫︎ 全国高校競技会
　100m 予選 12秒18(-0.3) 4着
2021年度(高3)
⚫︎ 佐賀県高校総合体育大会
　100m 決勝 11秒74(+1.6) 1着
　200m 決勝 24秒71(+0.3) 1着
　4×100mリレー (佐賀北高校) 決勝 2走 47秒77 1着
　4×400mリレー (佐賀北高校) 決勝 2走 3分55秒19 1着
⚫︎ 北九州高校対校選手権
　100m 決勝 11秒76(-0.1) 1着
　4×100mリレー (佐賀北高校) 準決勝 2走 48秒29 5着
⚫︎ U20日本選手権
　100m 決勝 11秒65(-0.8) 1着
⚫︎ 全国高校総合体育大会
　100m 決勝 11秒65(-0.2) 1着
⚫︎ 田島直人記念大会
　100m 予選 12.30(+0.2) 4着
2022年度(大1)
⚫︎ 日本学生個人選手権大会
　100m 準決勝 12.19(+2.0) 8着
⚫︎ 織田幹雄記念国際大会
　100m 予選 12.77(-2.3) 8着
⚫︎ 関西学生対校選手権大会
　100m 決勝 12.03(-1.1) 3着
4×100mリレー(立命館大学) 決勝 2走 45.14 1着
⚫︎ 日本選手権
100m 予選 11.96(-1.9) 4着
⚫︎ 西日本学生対校選手権大会
200m 決勝 24.81(+1.4) 5着
4×100mリレー(立命館大学) 決勝 2走 46.08 3着
⚫︎ 日本学生対校選手権大会
100m 準決勝 12.00(+0.4) 7着
4×100mリレー(立命館大学) 決勝 2走 46.07 5着
⚫︎ 日本選手権リレー
4×100mリレー(立命館大学) 予選 2走 46.52 4着
⚫︎ 国民体育大会
成年 100m 予選 12.55(+1.0) 6着
4×100mリレー(佐賀) 決勝 4走 45.62 4着
2023年度(大2)
⚫︎ 日本学生対校選手権大会
100m 予選 12.19(-1.5) 5着
⚫︎ 日本選手権リレー
4×100mリレー(立命館大学) 予選 2走 46.17 4着
⚫︎ 国民体育大会
4×100mリレー(佐賀) 決勝 4走 46.27 6着
2024年度(大3)
⚫︎ 京都学生対校選手権大会
200m タイムレース 24.30(-0.5) 1着
4×100mリレー(立命館大学) 2走 45.72 1着
⚫︎ 静岡国際競技大会
200m 予選 24.62(-1.1) 5着
⚫︎ 関西学生対校選手権大会
200m 決勝 24.18(+2.5) 2着
4×100mリレー(立命館大学) 2走 45.60 3着
⚫︎ 日本学生個人選手権
100m B決勝 11.90(+0.8) 2着
⚫︎ 日本学生対校選手権大会
100m 準決勝 11.96(+0.4) 7着
200m 決勝 24.87(+1.2) 8着
4×100mリレー(立命館大学) 決勝 2走 45.73 8着
⚫︎  日本選手権リレー
4×100mリレー(立命館大学) 決勝 2走 45.31 4着
⚫︎  国民スポーツ大会
成年 100m 準決勝 11.97(+0.9) 6着
4×100mリレー(佐賀) 準決勝 4走 45.72 5着

## 自己ベスト
| 種目 | 記録                      | 大会名                             | 年月日                      | 備考                                  |
| ---- | ------------------------- | ---------------------------------- | --------------------------- | ------------------------------------- |
| 60m  | 7秒81(-0.9)               | 全国高校選抜大会                   | 2019年9月1日                | 60m→150m→300mというトライアスロン形式 |
| 100m | 11秒65(-0.8) 11秒65(-0.2) | U20日本選手権 全国高校総合体育大会 | 2021年6月25日 2021年7月29日 |                                       |
| 150m | 18秒64(-0.8)              | 全国高校選抜大会                   | 2019年9月1日                | 60m→150m→300mというトライアスロン形式 |
| 200m | 23秒95(-1.0)              | 京都学生対校選手権大会             | 2025年4月6日                |                                       |
| 300m | 40秒93                    | 全国高校選抜大会                   | 2019年9月1日                | 60m→150m→300mというトライアスロン形式 |

## 年次記録と身長
| 年(学年)      | 身長 | 100m                       | 備考 | 200m                       | 備考 |
| ------------- | ---- | -------------------------- | ---- | -------------------------- | ---- |
| 2014年度(小5) |      | 15秒02(-0.2)               |      |                            |      |
| 2015年度(小6) |      | 14秒18(-0.1)               |      |                            |      |
| 2016年度(中1) | 158  | 13秒48(-0.1)               |      | 28秒04(+0.6)               |      |
| 2017年度(中2) | 164  | 12秒90(+0.7)               |      | 26秒53(+0.6)               |      |
| 2018年度(中3) | 168  | 12秒19(+0.3) 11秒97w(+5.9) |      | 25秒50(+0.6) 25秒30w(+3.4) |      |
| 2019年度(高1) | 171  | 11秒93(+2.0) 11秒88w(+2.8) |      | 24秒87(+1.2)               |      |
| 2020年度(高2) | 172  | 11秒84(+1.7)               |      | 25秒04(-2.4)               |      |
| 2021年度(高3) | 174  | 11秒65(-0.8) 11秒65(-0.2)  |      | 24秒71(+0.3)               |      |
| 2022年度(大1) |      | 11.81(+1.0)                |      | 24.76(+0.5)                |      |
| 2023年度(大2) |      | 12.01(+0.9)                |      |                            |      |
| 2024年度(大3) |      | 11.90(+0.8)                |      | 24.30(-0.5)                |      |
| 2025年度(大4) |      |                            |      | 23.95(-1.0)                |      |

## 走りの特徴
海外の10秒台選手と遜色ない、日本人選手の中では非常に突出したストライドの大きさを誇っており、100mを47.3歩、1歩あたりの大きさは平均して211.4cmである[11.65(-0.8)の自己ベスト時]。また、2020年(高2)の全国高校リモート選手権佐賀県大会で11.84(+1.7)の記録を出したレースにおいては、46.5歩(215.1cm)で走っている。

## 出演
テレビ番組
2021年
⚫︎    スポ×イズム Season 3 第4話(サガテレビ)     ※YouTubeでも配信されている。
2022年
⚫︎    新年特別番組2022〜想いをカタチに〜(チャンネルからつ)
YouTube
2022年
⚫︎    【関西インカレ2022】女子4×100mリレー決勝 立命館大学が優勝！試合後インタビュー！【あすリートチャンネル】/【公式】あすリートチャンネル
⚫︎    【リアル筋力】マシンで覚醒！陸上【永石小雪選手】/オニチャンネル
⚫︎    安心をつなぐリレーメッセージ(佐賀県佐賀南警察署・佐賀北警察署/佐賀県警察

## 表彰
2021年
- 佐賀県スポーツ賞　優秀賞(個人)[20]
- 唐津市スポーツ功労者表彰[21]

2022年
- 佐賀県スポーツ賞　優秀賞(個人)[22]
- 佐賀県高校体育連盟　模範競技者・スポーツ優秀賞[23]

2023年
⚫︎    唐津市スポーツ賞　優秀賞